# Малійська література
Малі́йська літерату́ра — література сучасної держави Малі, невід'ємна частина її культурного надбання.

## Рання малійська література
Правитель імперії Сонгай Аскія Великий свого часу був покровителем літератури. От що написав у 1510 році марокканський дослідник XVI століття Лев Африканський:
У Томбукту багато суддів, лікарів і священнослужителів, і всі вони отримують хорошу платню від короля. Він дуже поважає вчених людей. Великий попит на рукописні книги, привезені з Барбарії (Північна Африка). Торгівля книгами приносить більше прибутку, ніж будь-яка інша сфера бізнесу.
Серед тогочасних письменників особливо виділяється Ахмед Баба аль-Тімбукті.

## Сучасна малійська література
Хоча малійська література є менш відомою, ніж її музика, Малі завжди була одним із найжвавіших інтелектуальних осередків Африки. Літературна традиція Малі здебільшого є усною, джалі декламують або співають історії та оповіді зі священих писань. Амаду Ампате Ба, найвідоміший історик Малі, провів більшу частину свого життя, записуючи усні перекази своїх власних учителів фуланке, а також переказів бамана та інших народів манде.
Найвідомішим малійським романом є Le devoir de violence Ямбо Уологуема, який отримав премію Ренодо в 1968 році, але його доробок зіпсували звинувачення в плагіаті. Цей твір — похмура історія слабко завуальованої імперії Бамбара, що ґрунтувалась на рабстві, несправедливості та стражданнях.
Масса Макан Діабате, нащадок гріотів, відомий у франкомовному світі своєю роботою над Епосом про Сундіату, а також своєю «Кутаською трилогією», серією реалістичних повістей, заснованих на сучасному житті його рідного міста Кіта. 
З-поміж інших відомих малійських письменників — Модібо Сункало Кейта, Маріз Конде (уродженка Французьких Антильських островів, зробила письменницьку кар'єру, пишучи про народ бамабара, з якого походить), Мусса Конате та Філі Дабо Сіссоко.
Половина дії роману «Божі щепки» сенегальського прозаїка (представник народу волоф) Усмана Сембена відбувається в столиці сучасної Малі місті Бамако.

## Українські переклади
Українською перекладено зразки творчості малійських поетів, так окремі вірші Г. Діавари, С. Сірімана, А. Кунти, Ф. Д. Сіссоко в перекладах І. Малковича, О. Масикевича, Вс. Ткаченка публікувались у «Всесвіті» (1979, № 5, 11; 1980, № 4; 1981, № 3), антології «Поезія Африки» (К., 1983) та збірці світової поезії ХХ ст. «Заграва» (К., 1989). Казку народу бамбара (малійська народна) «Тідіан» ввійшла у видання «Казки народів світу» (К., 1989).